# Уэйтон, Роберт
Боб Уэйтон, полное имя Роберт Грант Питтс Уэйтон (англ. Robert Grant Pitts "Bob" Weighton; 29 марта 1908, Кингстон-апон-Халл, Йоркшир и Хамбер — 28 мая 2020, Олтон, Юго-Восточная Англия) — британский супердолгожитель, возраст которого подтверждён Исследовательской группой геронтологии (GRG), Книгой рекордов Гиннесса и Группой LongeviQuest (LQ). Он прожил 112 лет 60 дней.

## Биография

### Ранняя жизнь
Роберт Уэйтон родился в городе Кингстон-апон-Халл, Йоркшир, Англия, Великобритания, 29 марта 1908 года. Он был одним из семерых детей.
До 16 лет Роберт обучался в школе, которой его отец каждый год платил по 3 фунта. После этого он прошёл курс морского инженерного дела.
После получения квалификации Уэйтон переехал на Тайвань, чтобы преподавать в миссионерской школе, хотя сначала ему пришлось провести два года в Японии, изучая язык.
В 1937 году женился на женщине по имени Агнес, которую знал ещё со времен обучения в Великобритании. Их свадьба проходила в Гонконге. Позже они вернулись обратно на Тайвань, где родился их первый ребёнок Дэвид.
В 1939 году семья решила вернуться в Соединённое Королевство, однако была отправлена в Торонто, Канада, из-за начала Второй мировой войны. Там у них родилось ещё двое детей: Питер и Дороти.
Позже они переехали в Коннектикут, США, где Боб работал на фабрике, которая производила самолёты для Британии, чтобы помочь им в войне. Он также тесно сотрудничал с американской секретной службой.
После этого они переехали в Вашингтон, а затем вернулись в Англию после окончания войны. После возвращения на родину Боб занял преподавательскую должность в Городском университете в Лондоне.

### Последующая жизнь
В 1973 году Уэйтон вместе с женой переехал в Олтон, графство Гэмпшир, Англия. В 1995 году Агнес не стало, больше Боб Уэйтон не женился. В 2014-м умер их сын Питер.
По состоянию на 2016 год у Уэйтона было десять внуков и 25 правнуков. В ноябре 2016 года Боб Уэйтон, совместно с Альфом Смитом, который родился в тот же день, стал старейшим живущим мужчиной Великобритании. После смерти Смита 4 августа 2019 года Уэйтон удерживал этот титул единолично.
По состоянию на март 2019 года, незадолго до своего 111-го дня рождения, он всё ещё мог самостоятельно ходить в магазин. В интервью, посвящённом его 111-летию, он пошутил, что его секрет долголетия заключается в том, чтобы «избегать смерти». В июне 2019 года он дал интервью BBC Radio 4, в котором рассказал о своей жизни.
В марте 2020 года Боб был вынужден отменить празднование своего 112-го дня рождения из-за пандемии коронавируса. Он также не смог посетить официальное лицо Книги рекордов Гиннесса, чтобы быть признанным старейшим мужчиной в мире из-за правил социального дистанцирования. Вместо этого дом для престарелых, где жил Уэйтон, организовал для него на балконе песню «С днём рождения» и вручил ему сертификат с безопасного расстояния.
Однако последующее подтверждение Томаса Пиналеса Фигерео, который был ещё жив на момент смерти Роберта, означает, что он так и не получил титул старейшего мужчины Земли.
Умер 28 мая 2020 года от рака в возрасте 112 лет 60 дней. На момент своей смерти он также входил в топ-40 старейших мужчин в истории.

## Рекорды долголетия
- 27 ноября 2016 года совместно с Альфом Смитом стал старейшим мужчиной Великобритании.
- 24 декабря 2019 года совместно с Джоан Хоккард стал старейшим живущим человеком в Великобритании.